# 奥托·黑塞
路德维希·奥托·黑塞（德語：Ludwig Otto Hesse，1811年4月22日—1874年8月4日），德国数学家。

## 生平
奥托·黑塞是商人和啤酒厂主约翰·戈特利布·黑塞（Johann Gottlieb Hesse，1791年-1829年）和他的妻子安娜·卡洛琳·赖特（Anna Karoline Reiter）在柯尼斯堡所生的儿子。他于1833至1837年师从卡尔·雅可比就读于家乡的柯尼斯堡大学。 1832年，他开始活跃于马索维亚学生联合会（Corps Masovia）。他的老师弗里德里希·威廉·贝塞尔和他的联合会兄弟弗里德里希·尤利乌斯·里歇洛特（Friedrich Julius Richelot）也在其中。他还学习了路德维希·莫泽（Ludwig Moser）和弗兰茨·恩斯特·诺伊曼（Franz Ernst Neumann）的物理课。 1837年，他通过了数学和物理学的高级教师考试（Oberlehrerexamen）。在穿越德国、奥地利和瑞士的长途徒步旅行后，他在新成立的柯尼斯堡职业学校（Gewerbeschule Königsberg）教授物理和化学。凭借雅可比指导的博士论文，他于1840年获得博士学位。同年，他在柯尼斯堡大学哲学院取得授课资格。 1841年，他娶了玛丽·索菲·埃米莉·杜尔克（Marie Sophie Emilie Dulk），药剂师和化学教授弗里德里希·菲利普·杜尔克（Friedrich Philipp Dulk）和剧作家阿尔贝特·杜尔克（Albert Dulk）的姐姐的长女。黑塞夫妇育有一子（早夭）五女。
从1840年起，黑塞在柯尼斯堡大学担任编外讲师（Privatdozent），自1845年起成为副教授（außerordentliche (a.o.) Professor），最初没有国家工资。 1848年德意志革命时期，他参加了柯尼斯堡公民自卫队（Bürgerwehr）组织。 1850年，他成为了柯尼斯堡的代理市议员。 他于1855年在哈雷弗里德里希大学（Friedrichs-Universität Halle，今哈雷-维滕贝格大学）成为正教授（ordentlicher  (o.) Professor），但他1856年搬到了海德堡大学。为了能与罗伯特·威廉·本生、赫尔曼·冯·亥姆霍兹和约瑟夫·维克托·冯·舍费尔（Joseph Victor von Scheffel）有在科学上的交际来往，他一心投入于备受学生欢迎的授课中，直至1868年他去新成立的慕尼黑综合技术学校（Polytechnische Schule München，今慕尼黑工业大学）工作。

### 学术
在柯尼斯堡的日子里，他在学术上发挥了最多的创造力。黑塞对分析几何和行列式特别感兴趣。他带来了黑塞矩阵及其行列式和平面的黑塞标准式。在费利克斯·克莱因后来的评价里，海德堡之后的黑塞发生了变化：“顺便说一下，海德堡不利于黑塞的发展。他折服于内卡河之城的魅力，这的确是一个启发头脑的地方，但工作也少了很多。 [...在那里]他消遣了一段时间[...]，但他的数学创造力瓦解了。 [...]在慕尼黑，他转向创作活动，但只取得了部分成功。他已经没有了判断正误的把握。”（Im übrigen war Heidelberg für Hesses Entwicklung nicht günstig. Er erlag dem Reiz der Neckarstadt, die zwar ein Platz geistiger Anregung, sehr viel weniger aber der angestrengten Arbeit ist. [... dort] verlebte er wohl manche vergnügte Stunde [...], aber seine mathematische Produktivität ging darüber in die Brüche. [...] In München wandte er sich wieder der schaffenden Tätigkeit zu, aber nur mit geteiltem Erfolg. Die Sicherheit, Richtiges und Falsches zu scheiden, war ihm abhanden gekommen.）

### 后裔
黑塞有两位女儿。一位与雕塑家尤利乌斯·聪布施（Julius Zumbusch）结婚，另一位与奥地利-瑞士社会民主党人海因里希·朔伊（Heinrich Scheu）结婚，他是安德烈亚斯·朔伊（Andreas Scheu）和约瑟夫·弗兰茨·格奥尔格·朔伊（Josef Franz Georg Scheu）的兄弟。 海因里希·朔伊在第一次婚姻中与安娜·杜尔克（Anna Dulk）——1877年黑塞已故妻子的兄弟阿尔伯特·杜尔克（Albert Dulk）的女儿结婚。

## 荣誉
- 哥廷根科学院通讯会员（1856年）[5]
- 普鲁士科学院通讯会员（1859年）
- 巴伐利亚科学院特别会员（1869年）
- 伦敦数学学会荣誉会员（1871年）
- 小行星（25029）路德维希黑塞

## 著作
- Vier Vorlesungen aus der analytischen Geometrie. 1866.
- Die Determinanten elementar behandelt. Leipzig (2. A. 1872).
- Die vier Species. Leipzig (1872)
- Vorlesungen über analytische Geometrie des Raumes. （页面存档备份，存于） Leipzig (3. A. 1876).
- A. Gundelfinger (Hrsg.): Vorlesungen aus der analytischen Geometrie der geraden Linie, des Punktes und des Kreises. Leipzig 1881.

他的《文集（Gesammelten Werke）》于1897年由巴伐利亚科学院出版。